# Dwucentówka USA
Moneta dwucentowa (ang. two-cent piece) – amerykańska moneta bita w latach 1864–1872 na potrzeby wymiany handlowej. W 1873 roku powstały jedynie egzemplarze przeznaczone na rynek kolekcjonerski. Jest jedną z najkrócej produkowanych monet amerykańskich.

## Historia
W roku 1806 i ponownie w 1836 do kongresu została złożona propozycja wprowadzenia do obiegu monety o nominale dwóch centów, lecz żadna z nich nie doszła do skutku. Na początku lat sześćdziesiątych XIX wieku z powodu secesji oraz wojny domowej w USA powstał deficyt monet. W obiegu brakowało małych jak i dużych nominałów. Banknoty nie były powszechnie aprobowane, gdyż w przypadku przegrania wojny przez jedną ze stron, mogły stać się nic nie warte. 
W odpowiedzi na ten problem Kongres 22 kwietnia 1864 przyjął ustawę wprowadzającą do użytku monetę dwucentową, jako legalny środek płatniczy do kwoty dwudziestu centów. Ustawa została podpisana przez prezydenta Abrahama Lincolna. Produkowana z "francuskiego brązu" w mennicy w Filadelfii. Ustawa z 3 marca 1865 zmieniła maksymalną dopuszczalną wartość jaką można uiścić za pomocą monety dwucentowej tylko do czterech centów. Pomimo tego prawa dwucentówka nadal była popularna przy małych transakcjach. Równo 6 lat później, 3 marca 1871 wprowadzono nowe prawo, pozwalające sekretarzowi skarbu na zakończenie produkcji monety dwucentowej, wypieranej przez wprowadzone trzycentowe i pięciocentowe monety z niklu odpowiednio w 1865 i 1866. W 1872 wybito ostatnie 65 tysięcy sztuk przeznaczone do cyrkulacji.

## Warianty

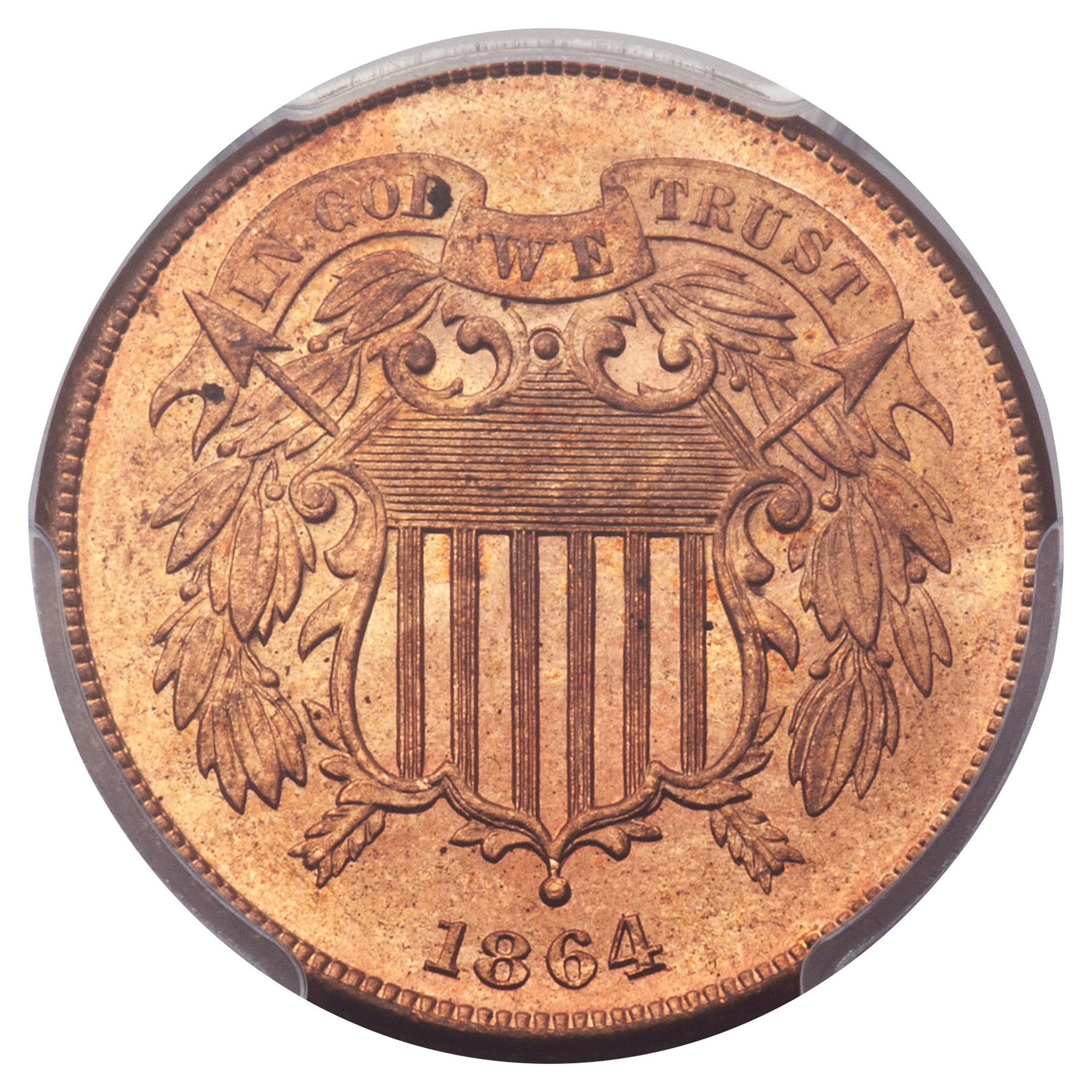
1864 duże motto

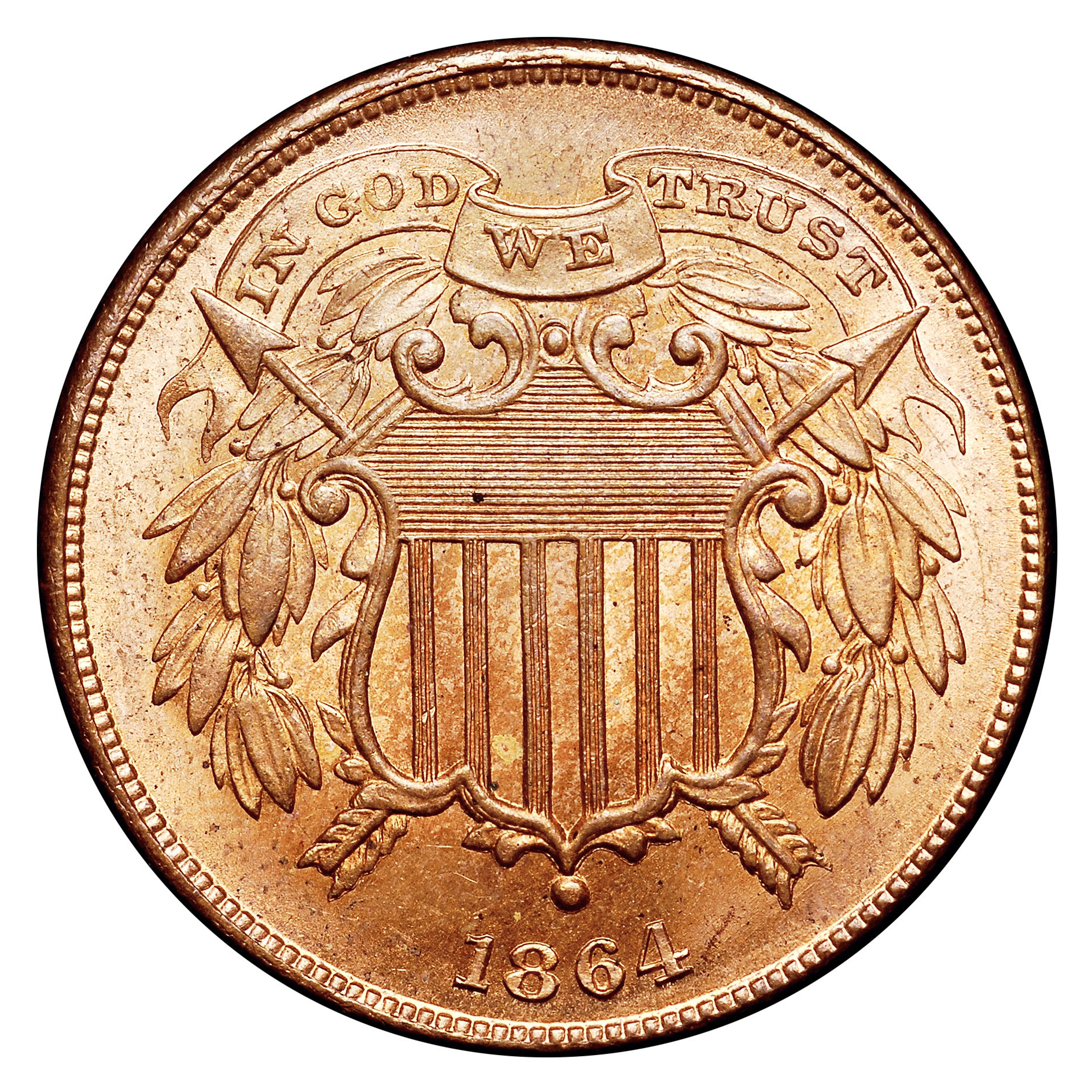
1864 małe motto

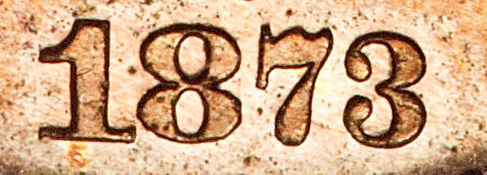
1873 zamknięta trójka

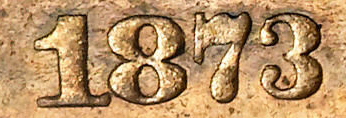
1873 otwarta trójka

Monety bite w 1864 mają dwie wersje motta "In God we trust" zwane odmianą małą i dużą. Monety z rocznika 1873 także posiadają dwie wersje. Różnica jest w wyglądzie liczby 3 w dacie, dzieli się na monety z trójką otwartą i zamkniętą.

## Ilość wybitych monet
| Rok     | Proof | Przeznaczone do obrotu |
| ------- | ----- | ---------------------- |
| 1864    | 100   | 19 822 500             |
| 1865    | 500   | 13 640 000             |
| 1866    | 725   | 3 177 000              |
| 1867    | 625   | 2 938 750              |
| 1868    | 600   | 2 803 750              |
| 1869    | 600   | 1 546 500              |
| 1870    | 1000  | 861 250                |
| 1871    | 960   | 721 250                |
| 1872    | 950   | 65 000                 |
| 1873    | 600   | 0                      |
| łącznie | 6660  | 45 576 000             |